# Rio Balomir (Cugir)
O Rio Balomir é um rio da Romênia afluente do rio Mureş, localizado no distrito de Alba.